# Ligand
Ligand je atom, ion nebo molekula, která poskytuje jeden nebo více elektronových párů centrálnímu atomu (ligand vystupuje jako Lewisova báze). Takto vytvořená vazba se nazývá koordinačně kovalentní. Existují také ligandy, které se chovají jako Lewisovy kyseliny, ale jsou vzácnější (například hydrazin).

## Ligandy v komplexech

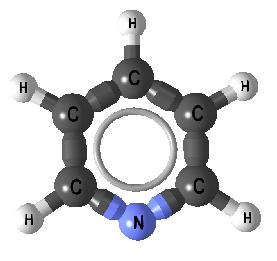
Obrázek organického ligandu pyridinu

Strukturu kovových komplexů popsal Alfred Werner. Werner položil základy moderní koordinační chemie. Ligandy v komplexech vystupují nejčastěji jako Lewisovy báze, což jsou částice, které obsahují záporný náboj nebo alespoň volný elektronový pár (= nevyužitou
dvojici elektronů ve vazebném orbitalu). Velmi vzácně může být ligandem i kationt. Tato situace nastává například u hydrazinu, který přijal pouze jeden kation vodíku a díky tomu má stále ještě jeden volný elektronový pár. Volný elektronový pár je v ligandu obvykle lokalizován na elektronegativním atomu (halogen, kyslík nebo dusík, ale mohou to být i jiné nekovy). Takový atom se pak označuje jako donorový. Nejjednoduššími ligandy jsou halogenidové anionty, které mají k dispozici čtyři elektronové páry. Běžnými ligandy jsou i voda (dva elektronové páry na kyslíku) nebo amoniak (elektronový pár na dusíku). Lze se setkat i s ligandy, které nemají žádný záporný náboj nebo volný elektronový pár a přesto tvoří komplexy. Tyto komplexy obsahují vhodný systém π-elektronů. Takovými ligandy jsou například benzen nebo ethyn.
Koordinační sféra je soubor ligandů vázaných na centrální atom. Pokud jsou všechny ligandy vázané na centrální atom stejné, tak se tato sféra označuje jako homogenní. Pokud jsou na centrálním atomu různé druhy ligandů, tak se sféra označuje jako heterogenní. Koordinační číslo je množství vazeb mezi centrálním atomem a ligandy. Toto číslo je rovno počtu ligandů pouze v případě, že všechny ligandy jsou jednovazné.

## Dělení ligandů

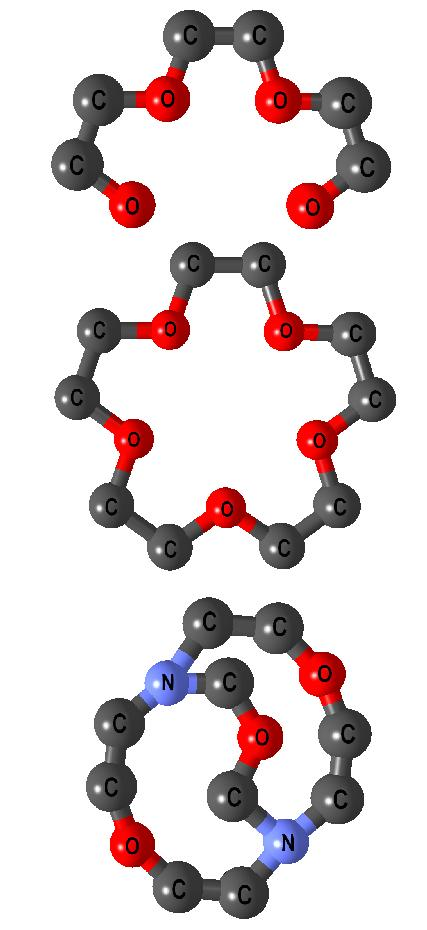
Shora - Podand, koronand a kryptand

Ligandy se dělí podle své dentacity. Podle počtu koordinačně kovalentních vazeb, které jsou schopny s centrálním atomem vytvořit. Ligandy se tedy dělí na jednovazné, dvojvazné, více vazné (monodentátní, bidentátní, polydentátní). Většinou je počet donorových atomů roven vaznosti ligandu. Výjimku tvoří ambidentátní ligandy. Tyto ligandy obsahují více donorových atomů, ale mohou se vázat pouze na centrální atom jedním z nich. Jako příklad slouží thiokyanatanový a izothiokyanatanový anion. Vícevazné ligandy, které se vážou na centrální atom více donorovými atomy, tvoří v struktuře cyklická uspořádání – tzv. chelátové kruhy. Takovým komplexům se říká cheláty. Tyto komplexy se mohou dále členit na speciální skupiny. Podle tvaru na podandy (lineární polyethery), koronandy neboli crowny (cyklické polyethery) a kryptandy (polycyklické polyethery). Komplexy s těmito ligandy se označují jako podáty, koronáty a kryptáty.
Další dělení ligandů je podle druhu donorového atomu. Nejběžnější donorové atomy jsou kyslík, dusík, uhlík, síra a fosfor. Mezi kyslíkaté ligandy patří voda, kyslík, hydroxidový aniont, peroxidový aniont, hydroperoxidový aniont, dusičnanový aniont, síranový aniont, fosforečnanový aniont, kyanatanový aniont, šťavelanový aniont a mnohé další. Mezi dusíkaté ligandy patří amoniak, hydrazin, nitrosyl, azidový aniont, izothiokyanatový aniont, izokyanatový aniont, nitritový aniont, acetonitril, pyridin, ethylendiamin, diethylentriamin, triethylentetraamin, ftalocyanin, fenantrolin, bipyridyl a mnohé další. K uhlíkatým ligandům patří karbonyl, kyanidový aniont a velké množství alkenů, alkynů a arenů. Mezi sirné ligandy patří sulfan, sulfidový aniont, thiofen, thiokyanatový aniont a některé další ligandy. Mezi fosfátové ligandy patří fosfan, difosfan a fosfiny.
Podle elektrických vlastností se ligandy dělí na σ-donory (například amoniak a jiné dusíkaté ligandy), σ i π donory (například halogenidy), σ donory a π akceptory (karbonyl, nitrosyl) a π donory (například aromatické sloučeniny, alkyny a alkeny).
Poslední běžné dělení je na chelátové ligandy (například ethylendiamintetraoctová kyselina - EDTA), makrocyklické ligandy (například crowny), můstkové ligandy (například karbonyl) a krátkozákusové ligandy (například 1,8-naftyridin).

## Vlastnosti ligandů
- Ligandy velmi ovlivňují stabilitu komplexů. Vlastnost, na které stabilita závisí, je jeho dentacita. Čím větší vaznost ligand má, tím je komplex stabilnější (nejstabilnější jsou ligandy s pětičlennými a šestičlennými chelátovými ligandy).
- Ligandy nevytváří stejně pevnou vazbu, ale forma vazby postupně přechází od elektrostatického přitahování až k pevné kovalentní vazbě. Ligandy jsou podle růstu kovalentnosti koordinační vazby v nefelauxetické řadě : F− > H2O > NH3 > en > Cl− > CN− > Br− > I−
- Ligandy přispívají ke štěpení d-orbitalů a tím i k rozdílné barevnosti komplexů. Podle míry štěpení jsou seřazeny v spektrochemické řadě ligandů : I− < Br− < Cl− < NO3− < F− < OH− < C2O42− < H2O < NH3 ~ py < bipy << CO < CN−
- Některé ligandy si díky svému tvaru vynucují uspořádání koordinační sféry. Například tzv. „ tripod“ ligandy jako je P(CH2CH2PR2)3, si svou strukturou vynucují jednoznačně tvar trigonální bipyramidy.
- Díky rozdílným ligandům vázaných na centrální atom existuje velký počet izomerií koordinačních sloučenin.

## Donace a zpětná donace
Ligandy obecně poskytují část své elektronové hustoty centrálnímu atomu (dochází k překryvu HOMO orbitalu ligandu s LUMO orbitalem centrálního atomu).
U některých komplexů dochází k dodatečné stabilizaci donací elektronové hustoty zpět k ligandu (např. komplexy oxidu uhelnatého), tento jev se označuje jako zpětná donace. Centrální atom předává elektronovou hustotu do LUMO příslušného ligandu.